# Аранкур (Есон)
Аранкур (фр. Arrancourt) насеље је и општина у северном делу централне Француске у региону Париски регион, у департману Есон која припада префектури Етан.
По подацима из 2011. године у општини је живело 124 становника, а густина насељености је износила 16,76 становника/km². Општина се простире на површини од 7,4 km². Налази се на средњој надморској висини од 80 метара (максималној 137 m, а минималној 77 m).

## Демографија
| 1962. | 1968. | 1975. | 1982. | 1990. | 1999. | 2011. |
| ----- | ----- | ----- | ----- | ----- | ----- | ----- |
| 60    | 61    | 68    | 77    | 100   | 133   | 124   |

График промене броја становника у току последњих година